# Nomada femoralis
Nomada femoralis är en biart som beskrevs av Morawitz 1869. Nomada femoralis ingår i släktet gökbin, och familjen långtungebin. Inga underarter finns listade i Catalogue of Life.